# Herrarnas dubbelsculler i rodd vid olympiska sommarspelen 2020
Herrarnas dubbelsculler i rodd vid olympiska sommarspelen 2020 avgjordes mellan den 23–28 juli 2021 i Tokyo.
Det var 25:e gången herrarnas dubbelsculler fanns med som en gren vid OS. Grenen har varit med i varje upplaga av olympiska sommarspelen förutom 1896, 1908 och 1912.

## Schema
Alla tiderna är UTC+9.
| Datum               | Tid   | Omgång        |
| ------------------- | ----- | ------------- |
| Fredag 23 juli 2021 | 10:30 | Försöksheat   |
| Lördag 24 juli 2021 | 9:10  | Återkval      |
| Söndag 25 juli 2021 | 12:40 | Semifinal A/B |
| Onsdag 28 juli 2021 | 8:20  | Final B       |
| Onsdag 28 juli 2021 | 9:30  | Final A       |

## Resultat

### Försöksheat
De tre första i varje försöksheat gick vidare till semifinal medan övriga gick till återkvalet.

#### Försöksheat 1
| Placering | Bana | Roddare                           | Land      | Tid     | Noteringar |
| --------- | ---- | --------------------------------- | --------- | ------- | ---------- |
| 1         | 4    | Hugo Boucheron Matthieu Androdias | Frankrike | 6.10,45 | Q          |
| 2         | 1    | Zhiyu Liu Liang Zhang             | Kina      | 6.11,55 | Q          |
| 3         | 3    | Ilya Kondratyev Andrey Potapkin   | ROC       | 6.16,09 | Q          |
| 4         | 5    | Stephan Krueger Marc Weber        | Tyskland  | 6.35,11 | R          |
| 5         | 2    | Jakub Podrazil Jan Cincibuch      | Tjeckien  | 6.41,75 | R          |

#### Försöksheat 2
| Placering | Bana | Roddare                           | Land        | Tid     | Noteringar |
| --------- | ---- | --------------------------------- | ----------- | ------- | ---------- |
| 1         | 4    | Miroslaw Zietarski Mateusz Biskup | Polen       | 6.11,22 | Q          |
| 2         | 1    | Barnabe Delarze Roman Roeoesli    | Schweiz     | 6.11,24 | Q          |
| 3         | 3    | Jack Lopas Christopher Harris     | Nya Zeeland | 6.12,05 | Q          |
| 4         | 2    | Ronan Byrne Philip Doyle          | Irland      | 6.14,40 | R          |

#### Försöksheat 3
| Placering | Bana | Roddare                            | Land           | Tid     | Noteringar |
| --------- | ---- | ---------------------------------- | -------------- | ------- | ---------- |
| 1         | 4    | Melvin Twellaar Stef Broenink      | Nederländerna  | 6.08,38 | Q, 0OR0    |
| 2         | 2    | Graeme Thomas John Collins         | Storbritannien | 6.12,80 | Q          |
| 3         | 3    | Ioan Prundeanu Marian Enache       | Rumänien       | 6.13,62 | Q          |
| 4         | 1    | Saulius Ritter Aurimas Adomavicius | Litauen        | 6.23,08 | R          |

### Återkval
De tre första i återkvalet gick vidare till semifinal medan fyran blev utslagen.
| Placering | Bana | Roddare                            | Land     | Tid     | Noteringar |
| --------- | ---- | ---------------------------------- | -------- | ------- | ---------- |
| 1         | 4    | Stephan Krueger Marc Weber         | Tyskland | 6.26,64 | Q          |
| 2         | 2    | Saulius Ritter Aurimas Adomavicius | Litauen  | 6.27,36 | Q          |
| 3         | 3    | Ronan Byrne Philip Doyle           | Irland   | 6.29,90 | Q          |
| 4         | 1    | Jakub Podrazil Jan Cincibuch       | Tjeckien | 6.32,86 |            |

### Semifinaler
De tre första i varje semifinal gick vidare till final A, medan övriga gick till final B.

#### Semifinal A/B 1
| Placering | Bana | Roddare                           | Land           | Tid     | Noteringar |
| --------- | ---- | --------------------------------- | -------------- | ------- | ---------- |
| 1         | 3    | Hugo Boucheron Matthieu Androdias | Frankrike      | 6.20,45 | FA         |
| 2         | 2    | Graeme Thomas John Collins        | Storbritannien | 6.22,95 | FA         |
| 3         | 4    | Miroslaw Zietarski Mateusz Biskup | Polen          | 6.24,50 | FA         |
| 4         | 5    | Jack Lopas Christopher Harris     | Nya Zeeland    | 6.26,08 | FB         |
| 5         | 1    | Stephan Krueger Marc Weber        | Tyskland       | 6.38,41 | FB         |
| 6         | 6    | Ronan Byrne Philip Doyle          | Irland         | 6.49,06 | FB         |

#### Semifinal A/B 2
| Placering | Bana | Roddare                            | Land          | Tid     | Noteringar |
| --------- | ---- | ---------------------------------- | ------------- | ------- | ---------- |
| 1         | 4    | Melvin Twellaar Stef Broenink      | Nederländerna | 6.20,17 | FA         |
| 2         | 5    | Zhiyu Liu Liang Zhang              | Kina          | 6.23,11 | FA         |
| 3         | 3    | Barnabe Delarze Roman Roeoesli     | Schweiz       | 6.25,89 | FA         |
| 4         | 6    | Ilya Kondratyev Andrey Potapkin    | ROC           | 6.26,58 | FB         |
| 5         | 2    | Ioan Prundeanu Marian Enache       | Rumänien      | 6.29,55 | FB         |
| 6         | 1    | Saulius Ritter Aurimas Adomavicius | Litauen       | 6.34,04 | FB         |

### Finaler

#### Final B
| Placering | Bana | Roddare                            | Land        | Tid     | Noteringar |
| --------- | ---- | ---------------------------------- | ----------- | ------- | ---------- |
| 1         | 3    | Ilya Kondratyev Andrey Potapkin    | ROC         | 6.13,73 |            |
| 2         | 4    | Jack Lopas Christopher Harris      | Nya Zeeland | 6.15,51 |            |
| 3         | 2    | Ioan Prundeanu Marian Enache       | Rumänien    | 6.16,86 |            |
| 4         | 6    | Ronan Byrne Philip Doyle           | Irland      | 6.16,89 |            |
| 5         | 5    | Stephan Krueger Marc Weber         | Tyskland    | 6.18,13 |            |
| 6         | 1    | Saulius Ritter Aurimas Adomavicius | Litauen     | 6.20,87 |            |

#### Final A
| Placering | Bana | Roddare                           | Land           | Tid     | Noteringar |
| --------- | ---- | --------------------------------- | -------------- | ------- | ---------- |
| 1         | 3    | Hugo Boucheron Matthieu Androdias | Frankrike      | 6.00,33 | 0OR0       |
| 2         | 4    | Melvin Twellaar Stef Broenink     | Nederländerna  | 6.00,53 |            |
| 3         | 2    | Liu Zhiyu Zhang Liang             | Kina           | 6.03,63 |            |
| 4         | 5    | Graeme Thomas John Collins        | Storbritannien | 6.06,48 |            |
| 5         | 1    | Barnabe Delarze Roman Roeoesli    | Schweiz        | 6.09,05 |            |
| 6         | 6    | Miroslaw Zietarski Mateusz Biskup | Polen          | 6.09,17 |            |